# René Duguay-Trouin

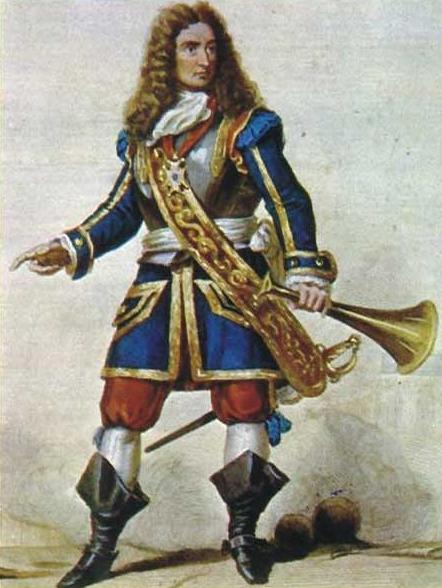
René Duguay-Trouin

René Duguay-Trouin (Saint-Malo, Bretaña, 10 de junio de 1673-París, 27 de septiembre de 1736) fue un marino y corsario de origen bretón al servicio del rey de Francia.
Nacido en el seno de una familia de armadores bretones,en 1689 inicia su carrera de corsario francés, y en 1691 recibe el mando de un buque. Su coraje, el respeto que se ganó con sus hombres, así como sus victorias contra los ingleses y neerlandeses en el curso de las guerras lanzadas por el rey Luis XIV le hicieron progresar rápidamente en la jerarquía.

## Biografía
De una familia honradamente conocida en la marina mercante, fue destinado al estado eclesiástico, y estudió en Rennes y en Caen. Pero su gusto por los placeres que contrariaban los deseos de sus padres, le permitieron embarcarse en 1689 en un buque armado para la batalla contra los ingleses y los neerlandeses. En 1691, con solo 18 años recibió de su familia, en recompensa por sus hazañas, el mando de una fragata de 14 cañones. Arrojado por una tempestad sobre la costa de Irlanda, cerca de Limerick, se apoderó de un castillo que pertenecía al conde de Clarc, e incendió dos buques apresados allí. Patrullando po el canal de la Mancha, realizó numerosas capturas.
En 1694, fue derrotado cerca de las islas Sorlingas, rodeado por 6 navíos ingleses, sostuvo durante cuatro horas un combate desigual, y se rindió solo después de haber agotado todo y haber sido herido. Fue llevado cautivo a Plymouth, y consiguió la libertad gracias al amor de una joven inglesa. Sus nuevas hazañas, después de su vuelta a Francia, llamaron la atención de Luis XIV, que lo introdujo en la marina real. Unas veces bajo las órdenes de Nesmond, y otras solo, continuó capturando barcos enemigos.
En 1696, venció y aprisionó al almirante neerlandés Wassenaer. Durante la Guerra de Sucesión Española, atacó las costas de España, de los Países Bajos y de Inglaterra.
En 1704 tomó en las costas de Inglaterra un buque de guerra de cincuenta y cuatro cañones además de doce buques mercantes. Capitán de barco en 1706, atacó una flota brasileña con 3 barcos en las proximidades de Lisboa, flota de Brasil, que iba cargada de víveres y municiones para el Archiduque y que escoltaban diez buques de guerra: el combate duró dos días.
Duguay-Trouin no mostró más intrepidez, sino circunstancias desgraciadas hicieron que fracasaran sus proyectos. En 1707, enmendó este fracaso apoderándose de un convoy de 200 veleros, escoltado por 6 grandes buques de guerra, éxito que terminó de arruinar en España los asuntos del archiduque. En 1709, se cuenta que capturó 300 buques mercantes y 20 buques de guerra o corsarios. Para recompensarlo por sus servicios, Luis XIV decide hacerlo noble.
De todas las expediciones de Duguay-Trouin, la más célebre es la toma de Río de Janeiro en 1711. Las fortificaciones de este sitio parecían inexpugnables. En once días fueron anuladas totalmente. Forzó a la ciudad a pagar grandes rescates y a que liberara 1000 presos franceses.
En 1715, fue nombrado jefe de escuadra, miembro del consejo de la India en 1723, y en 1728 teniente general. En 1731, recibió de Luis XV el mando de una escuadra destinada a sostener los intereses del comercio, amenazados por los berberiscos y para reprimir a los corsarios de Túnez. Esa fue su última hazaña. Sus imperfecciones le obligaron a retirarse pronto. Murió en París en 1736 a los 63 años de edad.
Inicialmente fue enterrado en la iglesia Saint-Roch de París donde su presencia es todavía recordada evocada por una placa, sus restos fueron trasladados en 1973 en su ciudad natal de Saint-Malo, en la catedral Saint-Vincent.
Robert Surcouf es uno de sus descendientes.